# 2003 FH127
2003 FH127, também escrito como 2003 FH127, é um objeto transnetuniano que está localizado no Cinturão de Kuiper, uma região do Sistema Solar. Este corpo celeste é classificado como um provável cubewano. Ele possui uma magnitude absoluta de 6,8 e tem um diâmetro estimado com 192 km.

## Descoberta
2003 FH127 foi descoberto no dia 30 de março de 2003, pelo astrônomo Marc W. Buie.

## Órbita
A órbita de 2003 FH127 tem uma excentricidade de 0,082 e possui um semieixo maior de 44,817 UA. O seu periélio leva o mesmo a uma distância de 41,130 UA em relação ao Sol e seu afélio a 48,504 UA.